# Рятьканъёган
Рятьканъёган (устар. Рятькан-Еган — река в России, протекает по территории Нижневартовского района Ханты-Мансийский автономного округа. Устье реки находится в 290 км по правому берегу реки Вах. Длина реки — 30 км.

## Данные водного реестра
По данным государственного водного реестра России относится к Верхнеобскому бассейновому округу, водохозяйственный участок реки — Вах, речной подбассейн реки — бассейн притоков (Верхней) Оби от Васюгана до Ваха. Речной бассейн реки — (Верхняя) Обь до впадения Иртыша.